# تشاران
تشاران هي قرية في مقاطعة كرج، إيران. عدد سكان هذه القرية هو 528 في سنة 2006.